# Claude-Jacques Herbert
Pour les articles homonymes, voir Herbert.
 (janvier 2022).

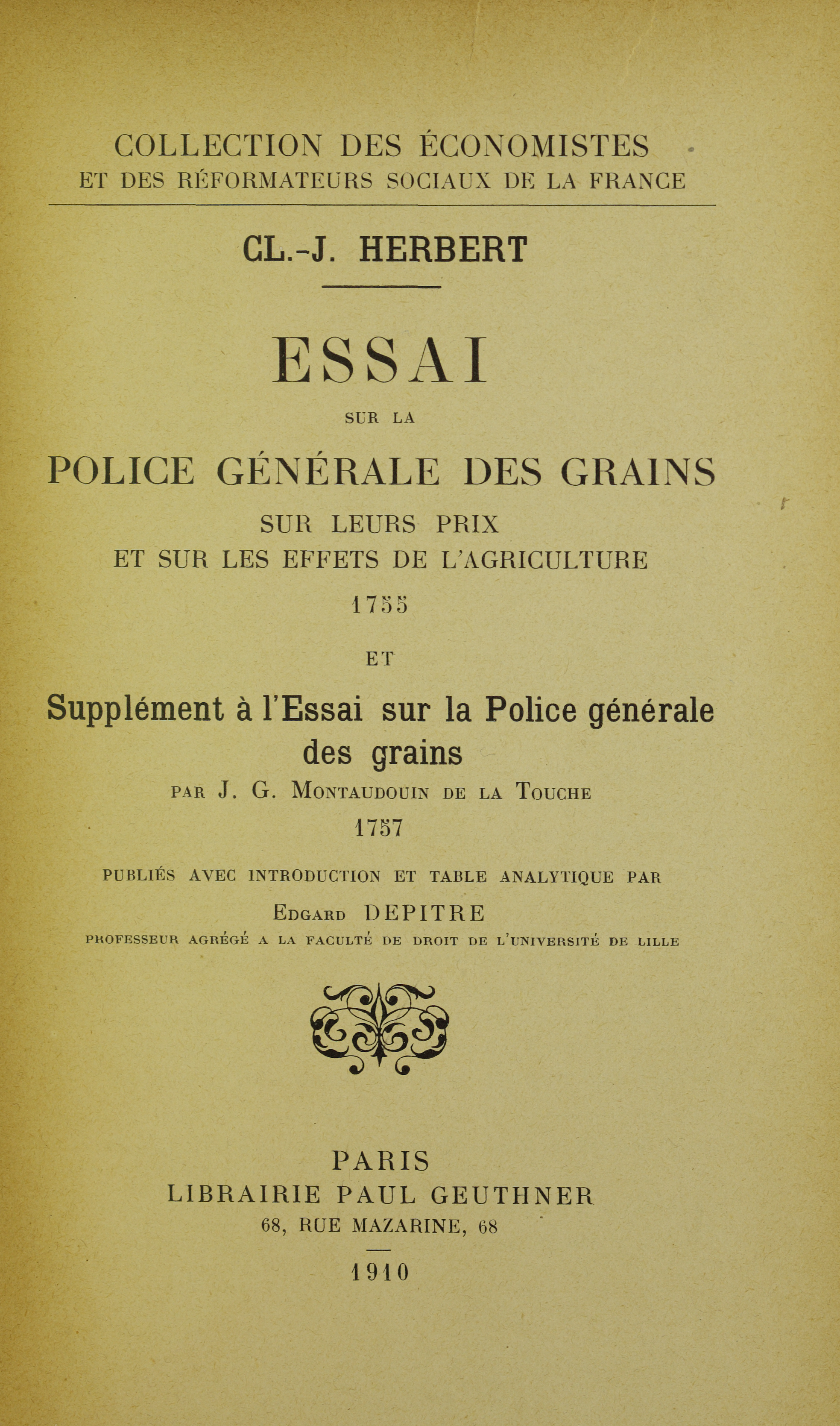
Essai sur la police générale des grains, page de titre, édition 1910

Claude-Jacques Herbert, né en 1700 à Paris où il meurt le 20 février 1758, est un économiste français.

## Œuvres
- Essai sur la police générale des grains, sur leurs prix et sur les effets de l'agriculture, Paris, Paul Geuthner, coll. « Collection des économistes et des réformateurs sociaux de la France », 1910 (1re éd. 1755) (lire en ligne)
- Discours sur les vignes, Dijon et Paris, Pissot, 1756 (lire en ligne)